# قائمة أفلام دراغون بول

الشعار

دراغون بول هي علامة تجارية إعلامية يابانية قام بإنشائها أكيرا تورياما في عام 1984. ومنذ عام 1986، تم إنتاج 23 فيلمًا مسرحيًا من هذه العلامة التجارية ، بما في ذلك عشرين فيلمًا من الرسوم المتحركة من إنتاج توي أنيميشن
في عام 1996، كشفت توي أنيميشن أن أول ستة عشر فيلمًا من أفلام الرسوم المتحركة وباعت مجتمعة 50 مليون تذكرة وحققت أكثر من 40 مليار ين (501 مليون دولار) في شباك التذاكر الياباني، مما يجعلها سلسلة أفلام الأنمي الأعلى ربحًا حتى ذلك الحين، بالإضافة إلى بيع أكثر من 500,000 شريط فيديو منزلي في اليابان.
منذ إنشاء أنمي دراغون بول ومانغا أكيرا تورياما في عام 1986، أنتجت توي أنيميشن 21 فيلمًا: أربعة استنادًا إلى أنمي دراغون بول الأصلي وخمسة عشر استنادًا إلى سلسلة تتمة دراغون بول زد وواحد استنادًا إلى أنمي دراغون بول سوبر. وهذه الأفلام قصص بذاتها التي لا تتبع سلسلة الاستمرارية، مع 4 استثناءات وحيدة هي الأفلام الثامن عشر والتاسع عشر والعشرين والواحد والعشرين، دراغون بول زد: معركة الآلهة ودراغون بول زد: إعادة إحياء فريزا ودراغون بول سوبر: برولي ودراغون بول سوبر: البطل الخارق

الشعار الأول للعلامة التجارية

## قائمة أفلام دراغون بول
1- دراغون بول: لعنة الياقوت الأحمر (1986)
2- دراغون بول: الأميرة النائمة في قلعة الشيطان (1987)
3- دراغون بول: المغامرة الغامضة (1988)
4- دراغون بول: الطريق إلى القوة (1996)

## قائمة أفلام دراغون بول زد
1- دراغون بول زد: المنطقة الميتة (1989)
2- دراغون بول زد: الأقوى في العالم (1990)
3- دراغون بول زد: شجرة القوة (1990)
4- دراغون بول زد: اللورد سلاغ (1991)
5- دراغون بول زد: إنتقام كولير (1991)
6- دراغون بول زد: عودة كولير (1992)
7- دراغون بول زد: الآلي الخارق رقم 13 (1992)
8- دراغون بول زد: برولي السوبر ساياجين الأسطوري (1993)
9- دراغون بول زد: بوجاك متحرر (1993)
10- دراغون بول زد: عودة برولي الثانية (1994)
11- دراغون بول زد: برولي الحيوي (1994)
12- دراغون بول زد: تجديد الدمج (1995)
13- دراغون بول زد: غضب التنين (1995)
14- دراغون بول زد: معركة الآلهة (2013)
15- دراغون بول زد: إعادة إحياء فريزا (2015)

## قائمة أفلام دراغون بول سوبر
1- دراغون بول سوبر: برولي (2018)
2- دراغون بول سوبر: البطل الخارق (2022)

## قائمة الاوفات والحلقات الخاصة لدراغون بول
1- دراغون بول زد: باردوك والد غوكو (1990)
2- دراغون بول زد: تاريخ ترانكس (1993)
3- دراغون بول زد: جانب من قصة خطة إبادة السايان (1993)
4- دراغون بول جي تي: تراث أحد الابطال (1997)
5- دراغون بول زد: عودة سون غوكو وأصدقائه (2008)
6- دراغون بول زد: خطة إبادة السوبر سايان (2010) (إعادة لجانب من قصة خطة إبادة السايان (1993) بدقة أعلى)
7- دراغون بول زد: حلقة باردوك (1357)